# Unity (Zuid-Soedan)
Unity (Nederlands: Eenheid) is een van de 10 staten van Zuid-Soedan en ligt in het noorden van het land. De staat heeft een oppervlakte van bijna 36.000 km² en had in 2000 ongeveer 175.000 inwoners. De hoofdstad van de staat is Bentiu. Unity is verder onderverdeeld in negen districten. Voor de hervorming van 1994 maakte de staat deel uit van de Soedanese provincie Upper Nile. In de staat zijn ook enkele rijke aardolievelden gelegen. In de jaren 1970 waren het de eerste oliebronnen die in Soedan gevonden werden. Doch is landbouw de belangrijkste economische sector van de staat.

## Grenzen
De staat Unity grenst in het noorden aan Soedan en verder aan de staten:
- Kort met Upper Nile in het uiterste noordoosten.
- Jonglei in het oosten.
- Lakes in het zuiden.
- Warrap in het westen.
- Kort met Northern Bahr el Ghazal in het uiterste noordwesten.

Central Equatoria · Eastern Equatoria · Jonglei · Lakes · Northern Bahr el Ghazal · Unity · Upper Nile · Warrap · Western Bahr el Ghazal · Western Equatoria